# سورنتو (ویکتوریا)
سورنتو (به انگلیسی: Sorrento) یک منطقهٔ مسکونی در استرالیا است که در ویکتوریا (استرالیا) واقع شده‌است.